# Dürrenroth
Dürrenroth – gmina (niem. Einwohnergemeinde) w Szwajcarii, w kantonie Berno, w regionie administracyjnym Emmental-Oberaargau, w okręgu Emmental. 31 grudnia 2020 liczyła 1 052 mieszkańców.

## Transport
Przez teren gminy przebiegają drogi główne nr 23 i nr 229.